# Albuzzano
Albuzzano là một đô thị ở tỉnh Pavia trong vùng Lombardia của Ý, có cự ly khoảng 30 km về phía nam của Milan and about 9 km về phía đông của Pavia. Tại thời điểm ngày 31 tháng 12 năm 2004, đô thị này có dân số 2.500 người và diện tích là 15,3 km².
Đô thị Albuzzano có các frazioni (các đơn vị trực thuộc, chủ yếu là các làng) Barona, Cascina De Mensi, Alperolo, Torre d'Astari, và Vigalfo.
Albuzzano giáp các đô thị sau: Belgioioso, Cura Carpignano, Filighera, Linarolo, Valle Salimbene, Vistarino.